# Hoogland van Bolivia

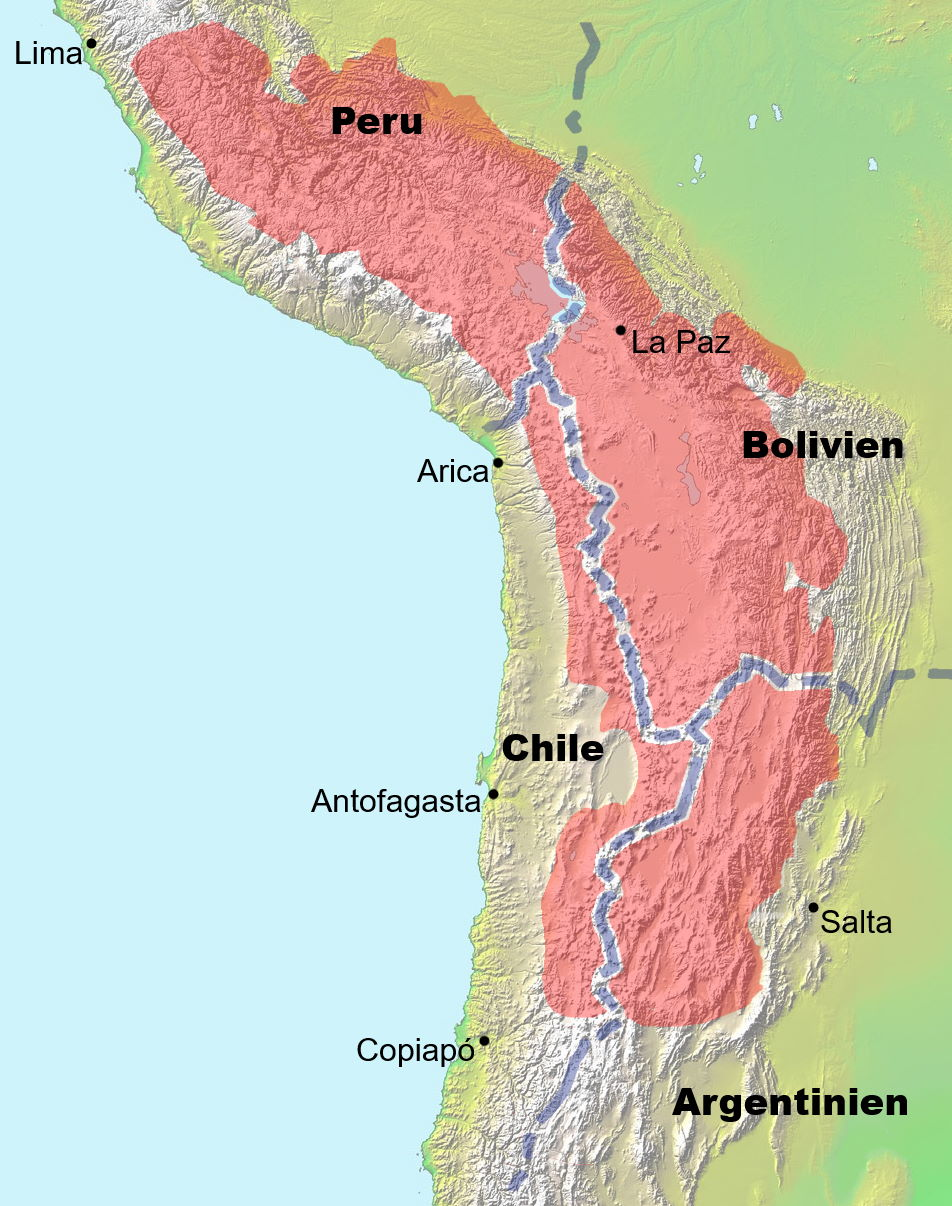
Locatie van de Altiplano

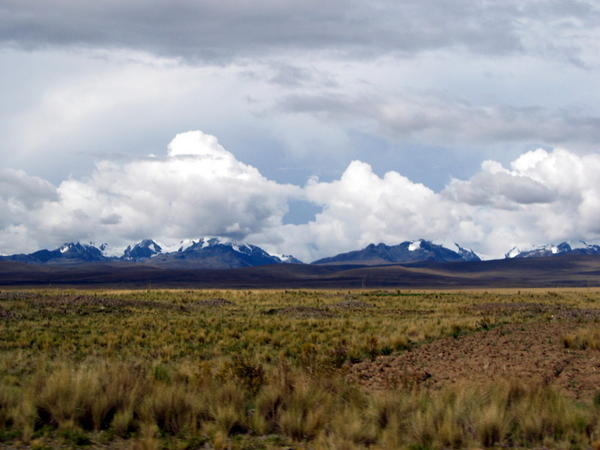
Hoogland van Bolivia

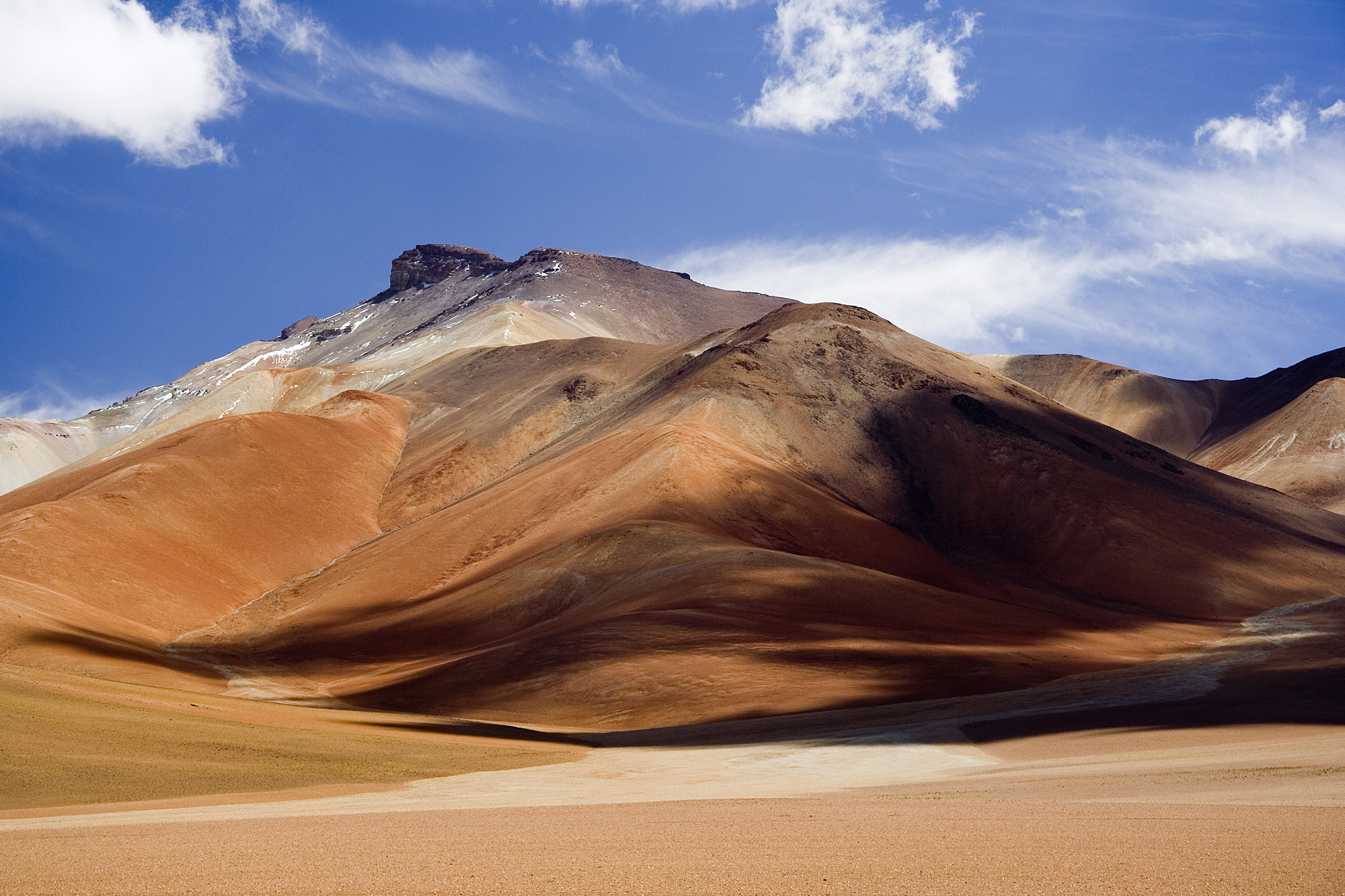
Hoogland van Bolivia op 4340 meter hoogte.

Het Hoogland van Bolivia, ook Hoogland van de Andes (Spaans: Altiplano, wat staat voor 'hoogvlakte'), is de op een na grootste hoogvlakte op aarde, na die van Tibet. Het bevindt zich op het grondgebied van Chili, Bolivia en Peru in de Zuid-Amerikaanse Andes, op een hoogte van circa 3300 meter. Ten zuiden van het Hoogland van Bolivia ligt de droogste zoutvlakte ter wereld, de Salar de Uyuni. Het Hoogland van de Andes heet ook wel de Puna.
Aan het eind van het Pleistoceen was het Hoogland van Bolivia volledig bedekt door een meer, waarvan het Titicacameer en het zoute Poopomeer nu nog overblijfselen zijn.
De belangrijkste stad van het Hoogland van Bolivia is La Paz (Bolivia).